# Ontluchten

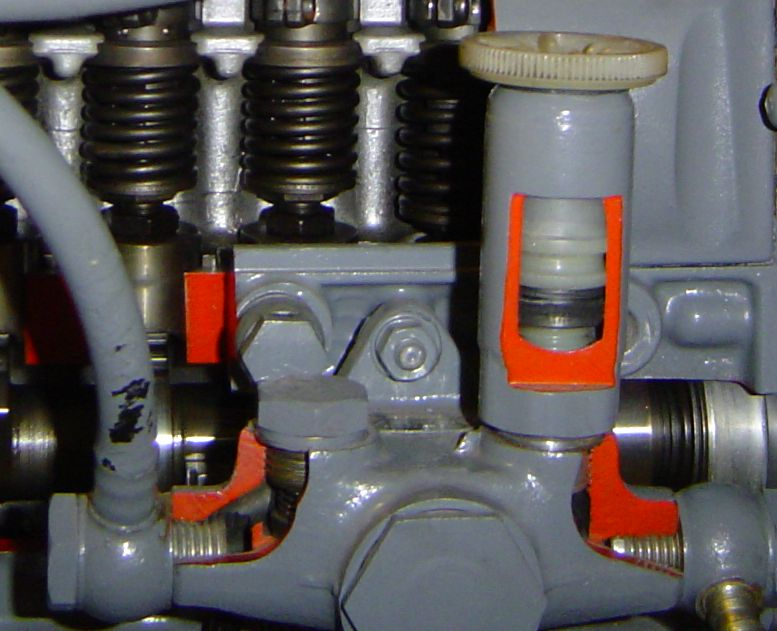
(Opengewerkte) brandstofopvoerpomp van een dieselmotor met de (witte) handpomp voor het ontluchten van het systeem

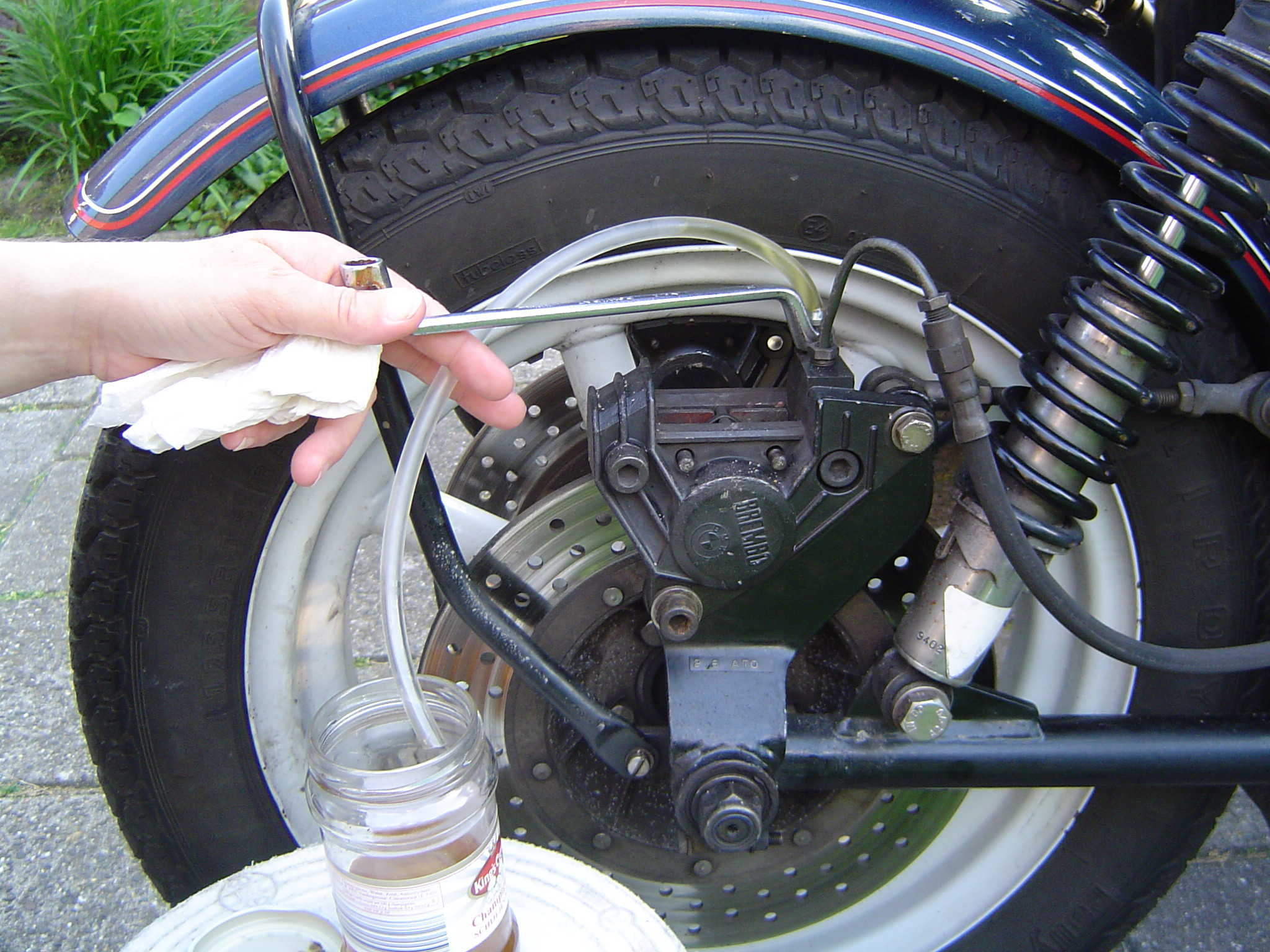
Ontluchten van een schijfremsysteem

Ontluchten is het verwijderen van lucht uit een systeem dat met vloeistof is gevuld. Dit kan om verschillende redenen gebeuren:
- Lucht is – in tegenstelling tot een vloeistof – samendrukbaar. Bij hydraulische systemen, zoals een remsysteem, is dit hinderlijk of zelfs gevaarlijk.
- Lucht is een slechte warmtegeleider, waardoor vloeistofkoelsystemen slechter werken.
- Opgehoopte lucht in een vloeistofsysteem kan de doorstroming belemmeren (bijvoorbeeld bij thermosifonkoeling of in een brandstofsysteem).
- Lucht in een injectiespuit kan nadelige gevolgen voor een patiënt hebben.
- Lucht in een cv-installatie belemmert het volledig warm worden van de radiatoren en geeft een rammelend geluid.

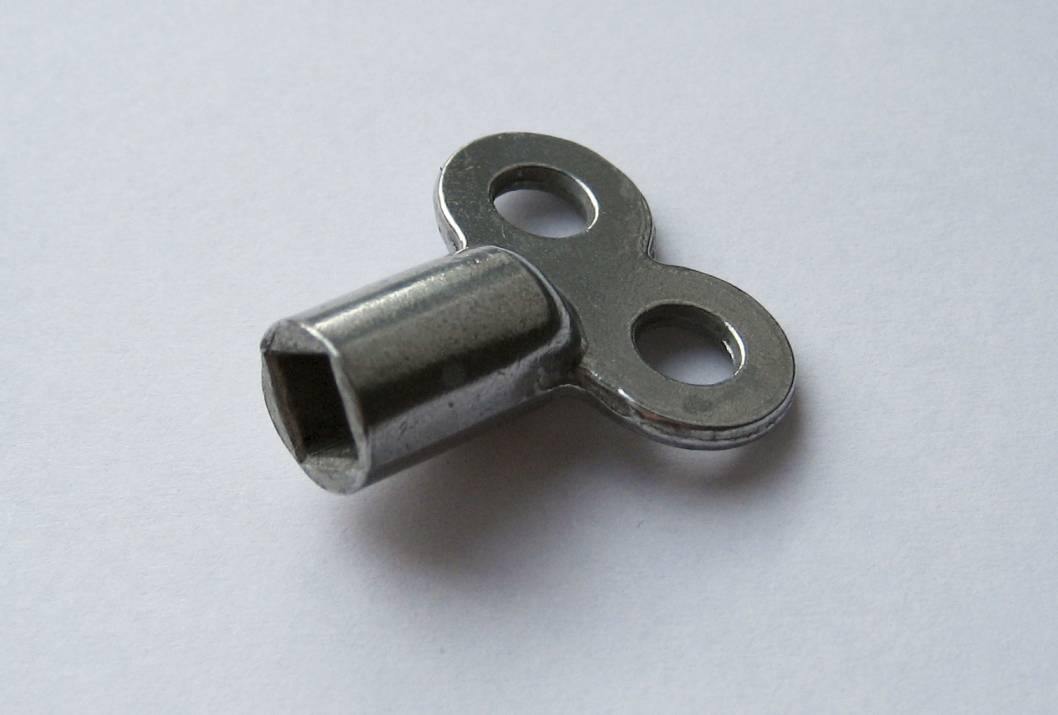
Ontluchtingssleutel voor een cv-installatie

Veel systemen ontluchten automatisch, doordat de lucht in de vloeistof opstijgt en daardoor op het hoogste punt in het systeem een uitweg vindt. Hydraulische systemen moeten ontlucht worden wanneer eraan gewerkt is.